# Pension Moritz
Die Pension Moritz war ein 1878 von Mauritia „Moritz“ Mayer (1833–1897) begründeter Beherbergungsbetrieb in Obersalzberg, damals noch eine Gnotschaft der damaligen Gemeinde Salzberg, die 1972 nach Berchtesgaden im Landkreis Berchtesgadener Land eingemeindet wurde.
Laut Albert A. Feiber steht ihre Pension „am Beginn des Tourismus in Deutschland und Mitteleuropa“, und Mauritia Mayer selbst gilt für ihn „als Pionierin des modernen Tourismus“. Die Pension eröffnete mit ihrem ersten, gezielt um Touristen werbenden Angebot insbesondere für die Landkreisteilregion Berchtesgadener Land eine neben dem Salzabbau wichtige neue Einnahmequelle.
Um die Jahrhundertwende wurde die Pension unter der Bezeichnung Gebirgskurhaus Obersalzberg geführt und ab 1920 von Bruno Büchner gepachtet, der sie 1928 erwarb und in Platterhof umbenannte. Er hatte u. a. Adolf Hitler zu Gast, der die Pension später seinem Führersperrgebiet als Volkshotel Platterhof einverleiben ließ, das nach einigen Aus- und Umbauten in die Organisation Kraft durch Freude einbezogen wurde. Nach dem Zweiten Weltkrieg wurde das zum Teil zerstörte Gebäude als Teil eines Erholungszentrums der US-Streitkräfte instand gesetzt und nach dem General Walton Walker in Hotel General Walker umbenannt.
Nach Freigabe der Liegenschaften auf dem Obersalzberg durch die Amerikaner wurden 1999/2000 im Zuge des Zweisäulenkonzepts der bayerischen Staatsregierung die Gebäude zum größten Teil abgerissen. Erhalten blieben nur noch das Fundament des ehemaligen Gästehauses Hoher Göll, auf dem die Dokumentation Obersalzberg errichtet wurde, sowie ein Teil der Bunkeranlage, der nun in die Dokumentation integriert ist. Das ehemalige Nebengebäude Terrassenhalle dient wieder als Gastronomiebetrieb. Die denkmalgeschützte Außentreppenanlage verbindet die Dokumentation mit einem der Besucherparkplätze, der sich nun über den Bereich des ehemaligen Hauptgebäudes erstreckt. Am Standort des Mitarbeitergebäudes wurde die neue Kehlsteinabfahrtsstelle errichtet.

## Geschichte

### Pension Moritz– Anfänge

Pension Moritz um 1900

Am 10. September 1877 erwarb Mauritia Mayer von Joh. Hofreiter das alte Bauernanwesen Steinhaus samt der dazugehörenden halben Kehlalpe am Kehlstein zu einem Preis von 13.500 Mk. Hierfür benötigte sie finanzielle Unterstützung und erhielt sie von guten Bekannten wie dem Medizinalrat Theodor Weber, dem Regierungsarzt Dr. Rieß und dem Maler Gustav Spangenberg. Neben der Bewirtschaftung ihrer Äcker gestaltete Mauritia Mayer das bislang primitiv eingerichtete Steinhaus in eine Fremdenpension um und eröffnete sie 1878 unter dem Namen Pension Moritz. Unweit der Pension erbaute sie 1882 als Dependance das Haus Hoher Göll (Haus-Nr. 5 1/2), für das sie im gleichen Jahr die Wirtschaftskonzession zum Betrieb einer Gastwirtschaft erhielt. Erweiterungen erfuhr der Pensionsbetrieb mit den Anbauten eines Seitenflügels (1884), eines Ökonomiegebäudes (1885), der Verbindung des ehemaligen Zuhäusels mit der Pension (1886), in dem sie Nebenräume und weitere Gästezimmer einrichten ließ, sowie mit baulichen Änderungen im Haus Hoher Göll (1888). Der Speisesaal der Pension wurde zudem noch von Georg Waltenberger mit Szenen aus der Berchtesgadener Sagenwelt auf Wandgemälden ausgestattet und Mayer ließ auch Straßen zur Pension (aus-)bauen, wie die Zufahrtsstraße von der Salzburger Straße und auf dem zuvor schmalen Pfad nach Hintereck.
Für die Bewerbung ihrer Pension Moritz in Obersalzberg setzte Mauritia Mayer bereits früh auf ein die Verortung der Pension leicht verfälschendes Markenzeichen, das sich bald auch noch in ganz anderen Zusammenhängen durchsetzen sollte – erste Funde mit der Schreibung „Pension Moritz am Obersalzberg“ finden sich bereits in einer Werbekleinanzeige des Londoner Athenaeum Journals von 1885 sowie zwei variierende Werbehinweise in einem von der „Section Berchtesgaden“ des Deutschen und Österreichischen Alpenvereins herausgegebenen Reiseführer, wo es einmal heißt: „Moritz, Pension am Obersalzberg“, und einige Seiten weiter dann korrekt: „Steinhaus (Pension Moritz) […] Gasthaus 1000 m hoch auf dem Salzberge am Fuße des Göhlstein gelegen, mit prächtiger Aussicht“, und 1892 heißt es dann auch schon in einem Baedeker für Süddeutschland nicht mehr nur auf die eine Pension bezogen „Pens. Moritz u. a. auf dem Obersalzberg“.

#### Prominente Gäste fördern den Tourismus

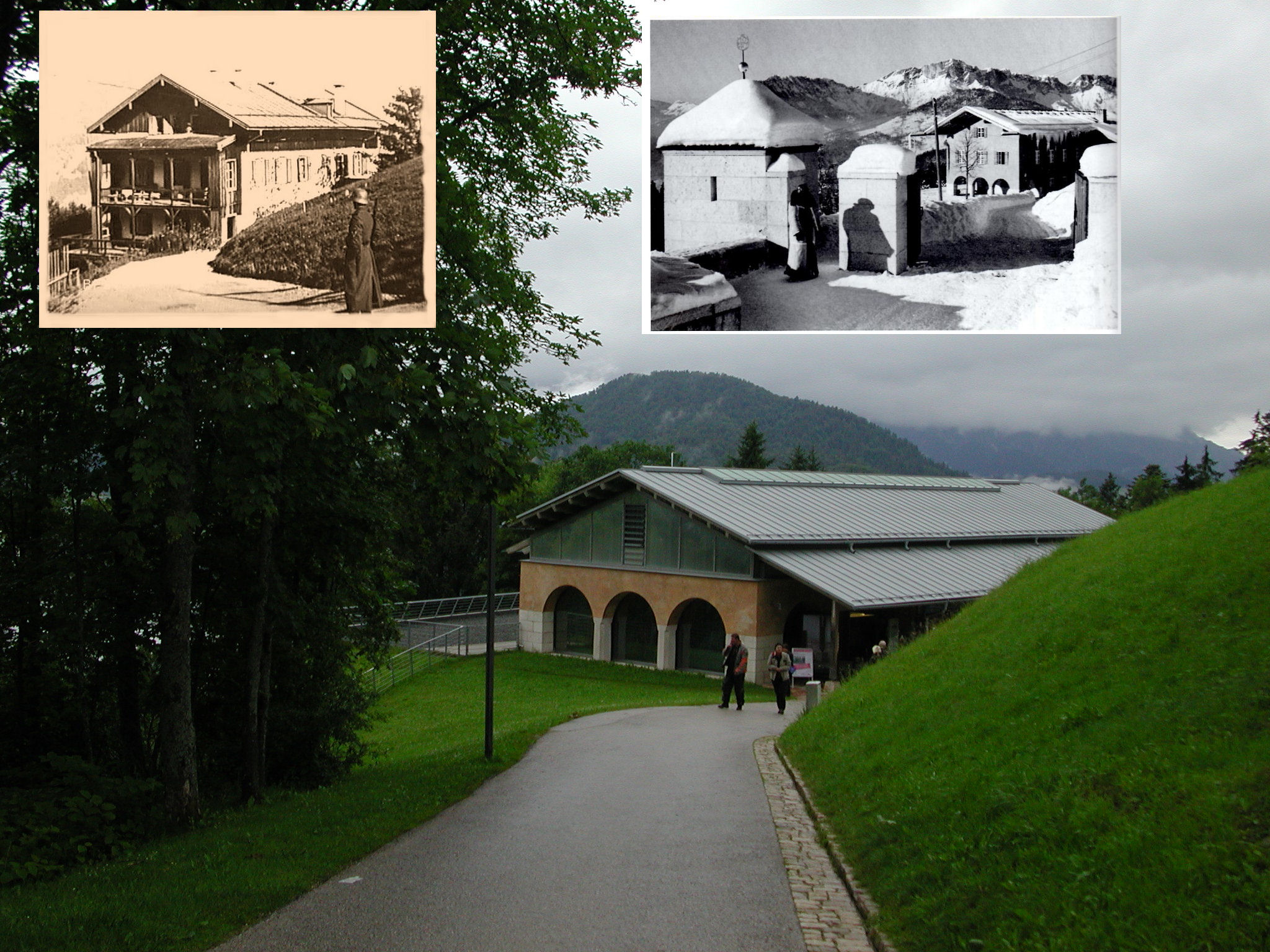
Gästehaus Hoher Göll: oben links: ursprüngliches Gebäude, oben rechts: während der NS-Zeit, groß: Dokumentation Obersalzberg

Die Pension Moritz beherbergte unter Mayers Inhaberschaft zahlreiche prominente Gäste: neben dem mit ihr seit Langem befreundeten Richard Voß unter anderem auch Clara Schumann, Johannes Brahms, Joseph Joachim, Peter Rosegger, Ludwig Ganghofer, Ludwig Knaus, Franz von Lenbach und Carl von Linde. Zudem waren auch Mitglieder der österreichisch-bayerischen und preußischen Königshäuser ihre Tischgäste. In diesem Zusammenhang weist der Historiker A. Helm darauf hin, „daß Moritz Mayer großes Verdienst an der Förderung des Fremdenverkehrs hat und viel beitrug zum Bekanntwerden des Obersalzbergs als Erholungsort. […] Später ist es ihrem Bestreben auch gelungen, selbst während des Winters und im Frühjahr auf dem Obersalzberg Gäste zu haben, ja sie ist vielleicht die Erste, welche ihre Gäste für den Wintersport […] begeisterte.“
Nach dem Tod von Mauritia Mayer erbte ihre jüngere Schwester Antonie Mayer die Pension Moritz, die sie zu Beginn des 20. Jahrhunderts in Gebirgskurhaus Obersalzberg umbenannte. Sie führte den Betrieb bis 1919 weiter und verkaufte ihn anschließend.

### Pension Platterhof– Übernahme durch Bruno Büchner
Die neuen Eigentümer setzten ab 1920 Bruno Büchner als Pächter ein, der das Haus 1928 erwarb und in Platterhof umbenannte. In Verbindung mit der Umbenennung erweckten Büchner und seine Frau zu Werbezwecken den Eindruck, die Handlung des seinerzeit sehr bekannten Romans Zwei Menschen von Richard Voss hätte in der Pension ihren realen Schauplatz gehabt und Mauritia Mayer sowie der Romanautor Voss wären mit den Hauptfiguren Judith Platter und Graf Rochus von Enna identisch.
Bei den Büchners versteckte sich 1923 der nationalsozialistische Publizist Dietrich Eckart, der wegen Beleidigung von Reichspräsident Friedrich Ebert per Haftbefehl gesucht wurde. Im Sommer 1925, nach seiner Entlassung aus dem Gefängnis, war auch Adolf Hitler unter dem Namen Hugo Wolf Pensionsgast. In einer kleinen Blockhütte auf dem Grundstück der Pension, dem später sogenannten Kampfhäusl, verfasste er seinerzeit den zweiten Teil seines Manuskripts von Mein Kampf.

### Volkshotel Platterhof– Eingliederung in das Führersperrgebiet

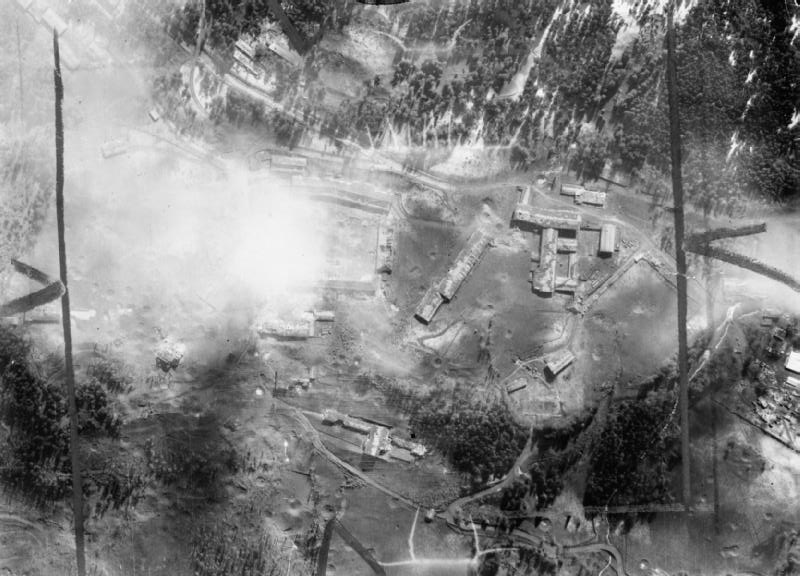
Luftbildaufnahme des Tagesangriffs auf den Obersalzberg am 25. April 1945. Rechts der Platterhof-Komplex: oben das Postamt, rechts darunter die Terrassenhalle, leicht links darunter das Hauptgebäude, weiter links darunter diagonal die Wagenhalle, in weiterem Abstand unter dem Hauptgebäude das Gästehaus Hoher Göll; Bildmitte unten der Berghof, links im Rauch die SS-Kaserne

Nach der Machtergreifung wurde Büchner jedoch – wie auch die anderen Bewohner des Ortes – durch Martin Bormann unter Druck gesetzt, seine Grundstücke zu verkaufen, da der Obersalzberg als exklusiver Rückzugsort für die Spitzen des Staates zum Führersperrgebiet ausgebaut werden sollte (→ Umgestaltung von Obersalzberg). Büchner wurde verunglimpft – es hieß, seine Speisen seien verdorben, er würde seine Adoptivtochter Brigitte schlecht behandeln und sei vorbestraft – und aus der NSDAP ausgeschlossen. 1936 wurde der Platterhof von SS-Leuten geschlossen, Strom und Wasser wurden abgestellt und das Grundstück eingezäunt. Die Büchners erhielten 260.000 Reichsmark, nur rund die Hälfte des von ihnen gewünschten Kaufpreises, und mussten Obersalzberg verlassen. Anschließend wurde der Platterhof samt dem Gästehaus Hoher Göll bis 1945 dem Führersperrgebiet einverleibt und erfuhr noch einige weitere Aus- und Umbauten zum Volkshotel Platterhof, das laut Ulrich Chaussy als „KDF-Hotel Platterhof“ in die Organisation Kraft durch Freude einbezogen wurde. Nach diesen umfangreichen Umbauten umfasste der Platterhof-Komplex: ein umfangreich ausgebautes Hauptgebäude, das Gästehaus Hoher Göll, die Terrassenhalle, ein Post- und Laden-Gebäude sowie die Wagenhalle mit darüberliegendem Personalgebäude.

### Hotel General Walker– Übernahme durch die US-Streitkräfte
Nach dem Zweiten Weltkrieg wurde das Gebäude parallel zur Abtragung der meisten anderen NS-Bauten von den US-Streitkräften instand gesetzt und nach dem amerikanischen General Walton Walker in Hotel General Walker umbenannt. Instandgesetzt wurden dabei im Einzelnen das Hauptgebäude und die Terrassenhalle; das Gästehaus Hoher Göll und die Wagenhalle mit Personalräumen blieben als Ruinen bestehen. An die Stelle des Postamts- und Laden-Gebäudes trat ein Parkplatz. Zusammen mit zahlreichen weiteren Liegenschaften, unter anderem dem einstigen Atelier von Albert Speer (Evergreen Lodge) und dem ehemaligen Gutshof, diente das Hotel General Walker der US Army als Erholungszentrum (Armed Forces Recreation Center).

### Rückgabe an den Freistaat Bayern

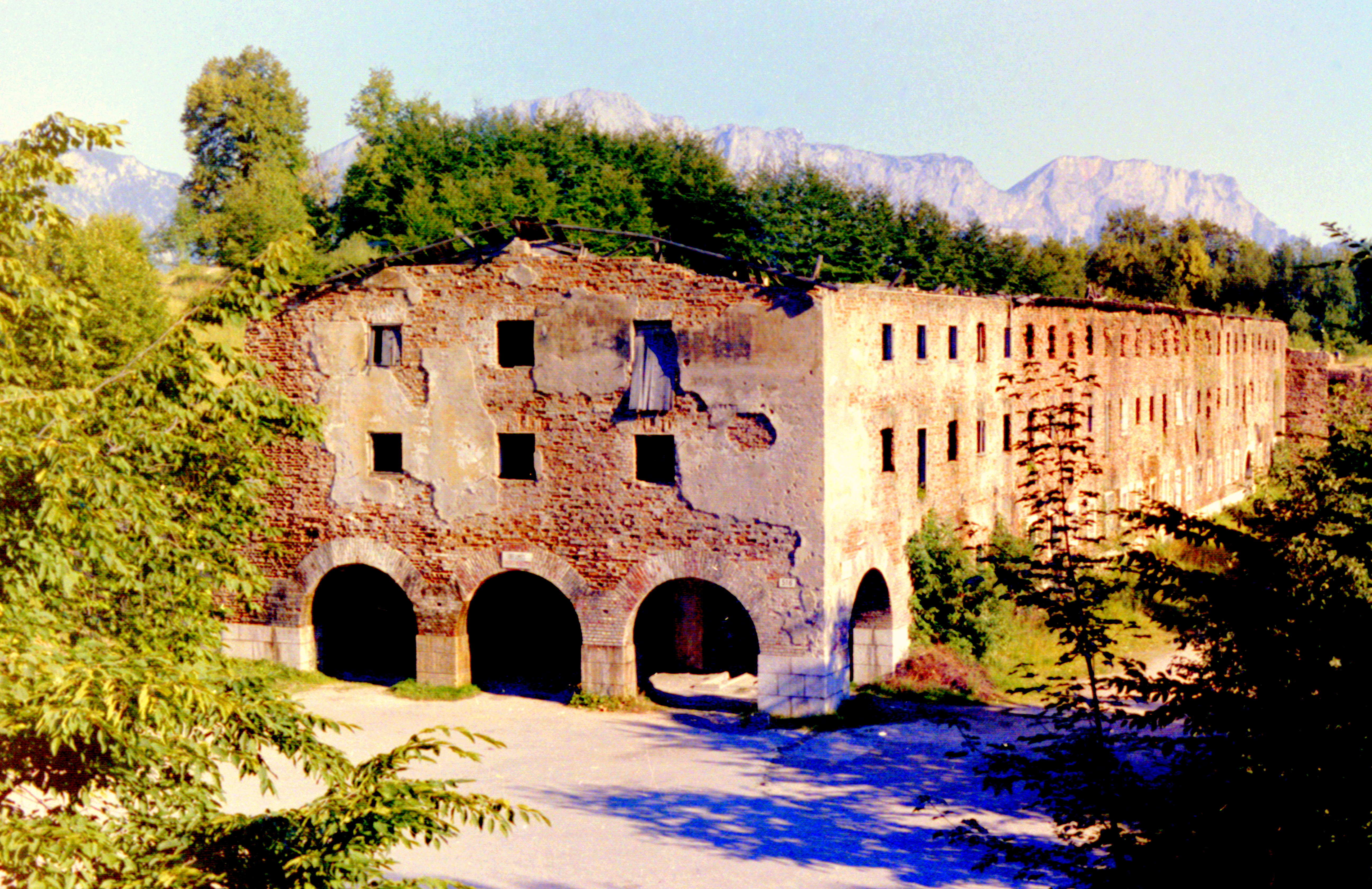
Ruine von Wagenhalle und Personalgebäude 1999/2000 abgebrochen

Mit dem Abzug der US-amerikanischen Streitkräfte und der damit verbundenen Auflösung des Armed Forces Recreation Centers ging 1996 auch die Nutzung der ehemaligen NSDAP-Liegenschaften an den Freistaat Bayern über. Nach Maßgabe des Zweisäulenkonzepts des früheren bayerischen Finanzministers Kurt Faltlhauser (CSU) beschloss die bayerische Staatsregierung daraufhin, in Obersalzberg ein Hotel der Luxusklasse, das heutige Kempinski Hotel Berchtesgaden, sowie ein Zentrum zur Dokumentation der während der Naziherrschaft begangenen Gräuel zu errichten, um das Entstehen einer Pilgerstätte für Rechtsextreme zu verhindern und einen Gegenpart zur „kommerziellen Ausbeutung“ des Standorts einzurichten.

#### Nahezu kompletter Abbruch – u. a. auch überbauterPension Moritz-Gebäudeteile
Nach dem Abbruch des Hotel General Walker 1999/2000 blieben nur noch die 1940/1941 erbaute Terrassenhalle von Hermann Giesler, ein eingeschossiger großzügig durchfensterter Flachsatteldachbau mit östlich anschließendem Arkadengang, sowie die 1939 bis 1941 von Roderich Fick als Werksteinquadermauerwerk errichteten und jetzt denkmalgeschützten Terrassenstützmauern und Freitreppenanlagen der ehemaligen Platterhof-Um- bzw. Neubauten innerhalb des einstigen Führersperrgebiets erhalten.
Beim Abriss tauchte laut Ulrich Chaussy „die jahrhunderte alte Bausubstanz der ‚Pension Moritz‘ wieder auf. Balken, Decken und Gemäuer des uralten ‚Steinhaus-Lehens‘ waren beim Umbau (…) nicht abgerissen, sondern einfach überbaut worden.“ Mit dem Abriss auch dieses Gebäudeteils sei eine Chance vergeben worden, die „Keimzelle der touristischen Nutzung des Berchtesgadener Landes“ wieder anschaulich zu machen.

#### Nutzung der verbliebenen Gebäudeteile

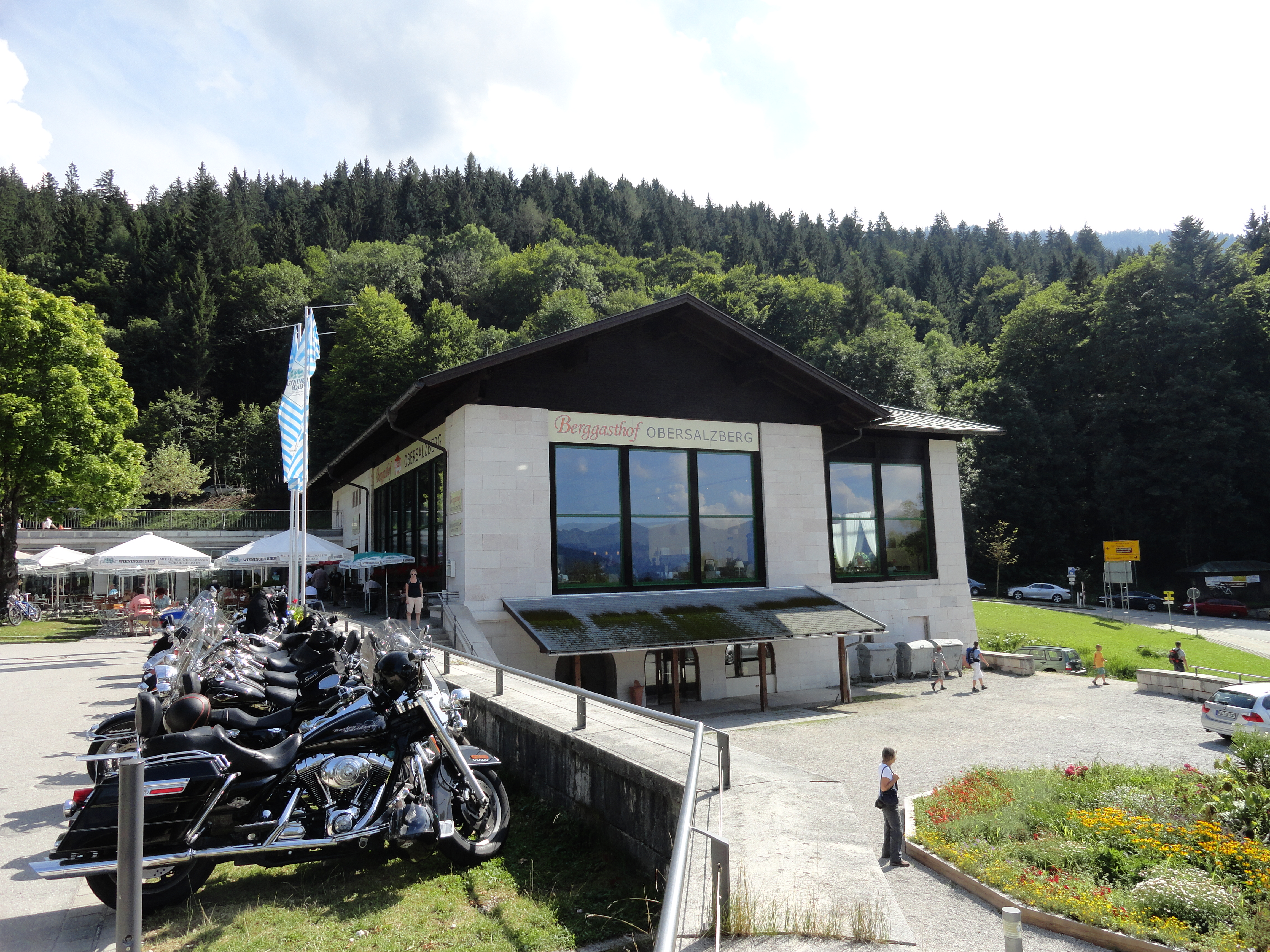
Die ehemalige Terrassenhalle

##### Bunker- und Treppenanlagen (Dokumentation Obersalzberg)
Ein Teil der Anlage, der Gästehaus- und Platterhof-Bunker, gehört seit 1999 als Realexponat zur Dokumentation Obersalzberg. Im Süden befindet sich auf dem ehemaligen Gelände des Platterhofs ein großer Besucherparkplatz, der auch Stellflächen für Reisebusse bietet. Ein historischer Bunkerzugang des Platterhofs im Bereich des Busparkplatzes wird derzeit als zweiter Rettungsweg genutzt. Von der nordwestlichen Seite des Hauptparkplatzes gelangt man über die historischen und denkmalgeschützten Treppenanlagen des Platterhofs und über die sich anschließende Zufahrtsstraße zur heutigen Dokumentation.

##### Terrassenhalle
Die zwischen Zufahrtsstraße zur Dokumentation und Parkplatz gelegene Terrassenhalle wurde von den neuen Besitzern saniert und wird seither während der Hauptsaison (Mai–Oktober) als Berggasthof Obersalzberg betrieben.